# التهاب النسج حول السنية الاجتياحي
التهاب النسج حول السنية الاجتياحي:
وهو يصف نوع من أنواع الأمراض المتعلقة بالنسج حول السنية ويتضمن اثنان من سبعة تصنيفات لالتهاب النسج حول السنية:
1) التهاب النسج حول السنية الاجتياحي الموضع
2) التهاب النسج حول السنية الاجتياحي المعمم
التهاب النسج حول السنية الاجتياحي هو اقل شيوعا من التهاب النسج حول السنية المزمن ويصيب بالعادة المرضى الأصغر سنا مقارنة بالتهاب النسج حول السنية المزمن.
النسج حول السنية الاجتياحي الموضع والمعمم لا يختلفان فقط بالمدى؛ بل يختلفنا أيضا بالسببيات والأمراض.

## الخصائص
على عكس التهاب النسج حول السنية المزمن، الخصائص الرئيسية المتعلقة بالتهاب النسج حول السنية الاجتياحي الموضع والمعمم هي كما ياتي:
- باستثناء وجود مرض النسج حول السنية، المرضى في حالة صحية جيدة.
- فقدان سريع لارتكاز وتخرب العظم.
- صفة عائلية.
- عمل الخلايا العدلة منخفض.
- الخلايا العدلة معيبة مما يؤدي إلى انجذاب كيميائي منخفض وبلعمة.

الخاصية الأولى التي يجب ذكرها هي أن المرضى ليسوا معرضين لأي اضطراب قد يؤهبهم لنوع آخر من التهاب النسج حول السنية.
بالإضافة إلى ذلك، التهاب النسج حول السنية الاجتياحي يظهر بخصائص ثانوية كما يلي:
- كميات الرواسب المكروبية غير متطابقة مع شدة التخرب المتعلق بأنسجة النسج حول السنية.
- ارتفاع نسبة جراثيم ال (AA) وفي بعض الحالات (PG).
- شذوذ الخلايا البلعمية.
- زيادة في معدل استجابة النمط الظاهري للخلايا البلعمية، بما فيه ارتفاع معدلات بروستاغلاندين A2 وانترلوكين (1ß).
- تقدم الامراض قد يكون ذاتي الحد.

## التهاب النسج حول السنية الاجتياحي الموضع والمعمم
سمح تقرير الإجماع لعام 1999، والذي تم نشره من الأكاديمية الأمريكية لطب النسج حول السنية، بتقسيم التهاب النسج حول السنية الاجتياحي إلى الشكلين الموضعي والمعمم بناء على خصائص معينة كافية وهي كالتالي:
-التهاب النسج حول السنية الاجتياحي الموضع:
- يبدأ في مرحلة سن البلوغ.
- استجابة قوية للأضداد المصلية تجاه العوامل المعدية: النمط المصلي السائد هو [7](IGG2).
- إصابة موضعية للرحى الأول/القاطعة.
- التهاب لثوي متوذم مع نزف.

-التهاب النسج حول السنية الاجتياحي المعمم:
- يصيب بالعادة المرضى تحت سن الثلاثون.
- استجابة ضعيفة للأضداد المصلية تجاه العوامل المعدية.
- تخرب نوبي واضح للنسج حول السنية.
- إصابة معممة ثؤثر على ثلاث اسنان دائمة بالإضافة إلى الرحى الأولى والقواطع.
- المزيد من التخريب السريع للعظام مقارنة بالتهاب النسج حول السنية الاجتياحي الموضع.
- نزيف، خراج حول السني، لا أثر لاتهاب لثوي.
- يتم تصنيف شدة تخرب النسج حول السنية بنفس الطريقة المستعملة لتصنيف التهاب النسج حول السنية المزمن.

## طرق العلاج
طرق العلاج بشكل عام تعتمد على طرق المعالجة الميكانيكية (لا جراحية أو تنضير جراحي) بالتزامن مع المضادات الحيوية. تقترح العديد من الدراسات أن هذه الأنواع من الحالات تتجاوب مع التنظير الجراحي والمضادات الحيوية بشكل أفضل. يتم اختيار لهذه الحالات العلاج المتجدد مع إجراءات التطعيم العظمي نظرا لملائمة شكل العيوب العظمية المرافقة لهذا المرض.
جراثيم ال (AA) هي من أهم مسببات هذا المرض. يؤثر التتراسيكلين على البكتيريا (250 ميليغرام 3 مرات يوميا على مدى أسبوعين). ولكن يقترح البعض استخدام المترونيدازول 400 ميليغرام واموكسيسيلين 250 ميليغرام 4 مرات يوميا على مدى أسبوع في الحالات الصعبة. من المطلوب إجراء التقليح وتسوية الجذور والمحافظة على صحة فموية جيدة. في بعض الأحيان يتطلب الوصول إلى الجذور اللجوء إلى جراحة للنسج حول السنية.

## التنظير الشعاعي
يعتبر التشخيص المبكر لالتهاب النسج السنية الاجتياحي أمرًا مهمًا لأنه قد يتسبب في التدمير السريع والدائمي لأنسجة اللثة، يجب أن يخضع جميع المرضى عند زيارتهم لطبيب الأسنان لفحص النسج حول السنية الروتيني للكشف عن أي شكل من أشكال أمراض اللثة.

### الفحص السريري
ينظر طبيب الأسنان في بداية الفحص سريري إلى اللثة أولًا، تبدو اللثة الصحية وردية اللون ومنقطة عن التقرب منها -يختلف لون اللثة باختلاف الأعراق- وحافتها متناغمة مع السن. بعد ذلك يبدأ طبيب الأسنان بفحص أعماق اللثة باستخدام المسبار السني، ويلاحظ أن عمق اللثة كبير جدًا مع وجود جيوب لثوية في المنطقة المصابة بالإضافة إلى انحسار اللثة عن الأسنان عند المرضى الذين يعانون من التهاب النسج حول السنية الاجتياحي بالإضافة إلى نزيف اللثة الحاد بمجرد لمسها بالمسبار السني.

### الأشعة
يجب أخذ الصور الشعاعية إذا شك طبيب الأسنان بوجود التهاب النسج حول السنية الاجتياحي للتحقق من فقدان العظام في المناطق التي يلاحظ فيها طبيب الأسنان زيادة عُمق الجيب.

### التاريخ العائلي
يجب أن يتحقق طبيب الأسنان من التاريخ العائلي لالتهاب الأنسجة اللثوية لأن التهاب النسج حول السنية له أصل وراثي ويمكن أن يُصاب به 50% من الأبناء إذا كان أحد الوالدين مصابًا. يجب أن يفحص الأبناء دوريًا إذا شُخِص أحد الوالدين بهذا المرض لأن التشخيص المبكر يبسط العلاج بنسبة أكبر.

## طرق العلاج

### العلاج بمعالجة الأسباب
يجب مناقشة أسباب المرض مع المريض لمعرفة العامل المسبب
- نظافة الفم: ينصح طبيب الأسنان مريضه بضرورة تنظيف الأسنان دوريًا بفرشاة الأسنان وخيط تنظيف الأسنان للحفاظ على نظافة فمه ومنع تكون اللويحات التي تسبب الالتهابات.[12]
- الإقلاع عن التدخين: يعتبر التدخين من أهم العوامل التي تسبب التهاب النسج حول السنية الاجتياحي ويزيد من تفاقم المرض، إذ أثبتت الدراسات أن عظام المرضى المدخنين تذوب بشكل أسرع مقارنةً مع المرضى غير المدخنين بالإضافة إلى الاستجابة السريعة للعلاج من قَبل المرضى غير المدخنين، لذلك يجب أن ينصح طبيب الأسنان مرضاه بالإقلاع عن التدخين نظرًا لمخاطره المحتملة.[13]
- إزالة التكلس واللويحات السنية والعوامل المسببة لها: تزيد اللويحات جنبًا إلى جنب مع التكلسات من خطر الإصابة بأمراض اللثة كما أنها تمنع من معالجتها لذا يجب تنظيف الأسنان عند عيادة طبيب الأسنان لإزالة التكلسات وتنظيف الأسنان دوريًا في المنزل بالإضافة إلى معالجة المسببات مثل الترميمات السيئة أو أجهزة التقويم أو أطقم الأسنان الجزئية.[14]

العلاجات المُتبعة في هذه المرحلة هي العلاجات غير الجراحية وتستخدم إذا كان الالتهاب غير متقدم وتهدف إلى إزالة التكلسات على الأسنان قرب اللثة لتقليل الميكروبات والبكتريا في التجويف الفموي وهي:
- تنظيف الأسنان وتلميعها.
- إزالة الجير.
- المضادات الحيوية: أظهرت الدراسات أن تناول المضادات الحيوية جنبًا إلى جنب مع العلاجات غير الجراحية الأخرى يحسن من الاستجابة العلاجية لأنه يقمع البكتريا المسببة للالتهابات، هناك عدة علاجات مقترحة أشهرها الأموكسيسيلين والميترونيدازول لسبعة أيام.[16]
- الليزر السني.
- العلاج الضوئي الديناميكي: يزيل هذا النوع من العلاج جميع البكتيريا في الجيوب اللثوية ويقضي عليها في الأماكن التي يصعب الوصول إليها دون إلحاق أي ضرر بالأنسجة اللثوية، ويفضل العديد من الأطباء هذا النوع من العلاج أكثر من العلاج بالمضادات الحيوية.[17]

### إعادة الفحص بعد العلاج (الاستجابة العلاجية)
يقيم طبيب الأسنان في هذه المرحلة الاستجابة العلاجية للمريض بعد 10 – 12 أسبوعًا، يداوم المريض على نصائح الطبيب والتنظيف المنزلي إذا استقرت حالته أما إذا لم تتحسن الحالة فيجب النظر في سبب الفشل ومعالجته.